# Naval Amphibious Base Coronado
La Naval Amphibious Base Coronado (NAB Coronado), est une installation navale militaire située sur la côte Ouest des États-Unis, à Coronado près de San Diego en Californie. Elle fait partie du complexe militaire de la Base navale de Coronado (Naval Base Coronado (NBC)) regroupant en tout sept installations navales sur la baie de San Diego. Elle abrite plusieurs commandements d'unités de l'US Navy et notamment le Naval Special Warfare Command, regroupant plusieurs unités des forces spéciales SEAL ainsi que les Special Warfare Combatant Craft Crewmen (SWCC).

## Histoire
Créée en 1943, les terrains qui la compose ont été gagnées sur l'océan Pacifique, afin de permettre aux bâtiments de guerre, lors de la Seconde Guerre mondiale, de mouiller en eau profonde près de San Diego. Elle fut officiellement mise en service un an plus tard en 1944. Dans les années 2010, environ 5 000 militaires y travaillent.

## Dans les médias

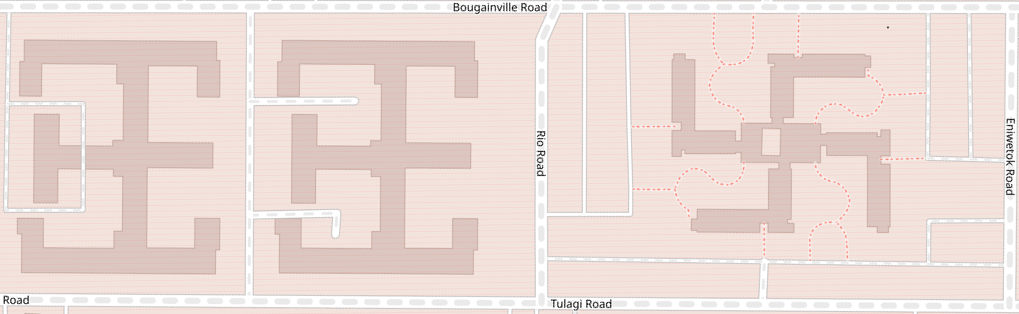
Plan des bâtiments de la Naval Amphibious Base Coronado (le coin supérieur droit est orienté Vrai Nord)

Les bâtiments 320, 321, 322 et 323 (32° 40′ 36″ N, 117° 09′ 30″ O
) présentent, en vue aérienne, la forme d'une svastika. Cette ressemblance resta invisible aux yeux du grand public des années 1960 à 2007, année où elle fut repérée grâce aux vues aériennes fournies par Google Earth.
La marine américaine planifia alors d'investir 600,000 $ dans des aménagements du paysage et des toits de la base navale Coronado, afin qu'elle ne ressemble plus à une svastika en vue aérienne. Toutefois, les images de 2022 (les dernières utilisées par Google Earth) ne montrent aucun changement concret.
Les autorités de l'US Navy semblent avoir eu rapidement conscience du problème, mais ont décidé de ne pas agir : les bâtiments occupés, il devenait difficile de détruire pour reconstruire. A cela s'ajoute la présence d'une zone d'exclusion aérienne (ou no-fly zone) au-dessus de la base, qui empêche son survol par les compagnies aériennes commerciales, et limitait ainsi le risque de découverte, par les airs et par le grand public, du problème.

## Liens externes

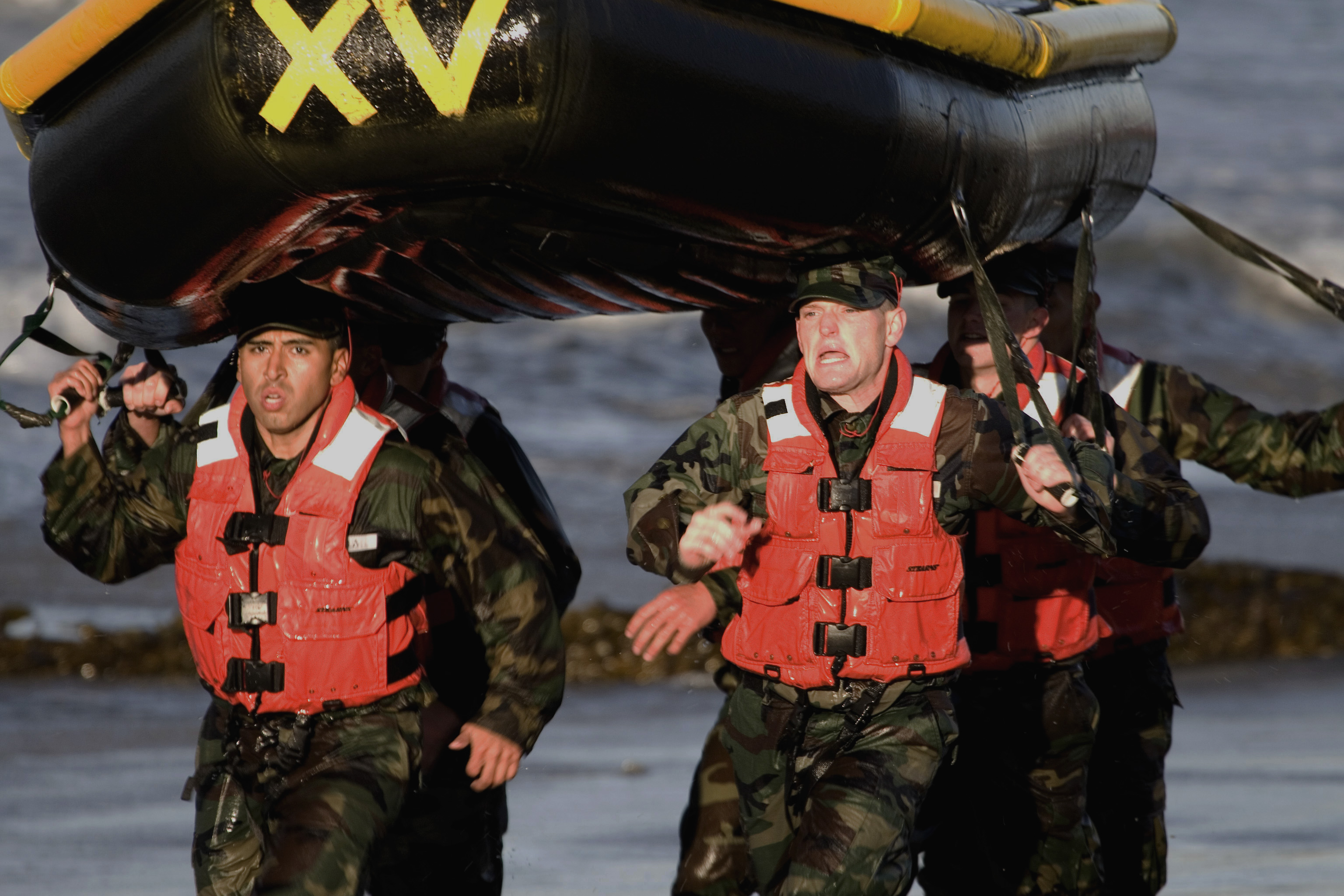
Stagiaires SEAL portant un zodiac sur la plage de la NAB Coronado
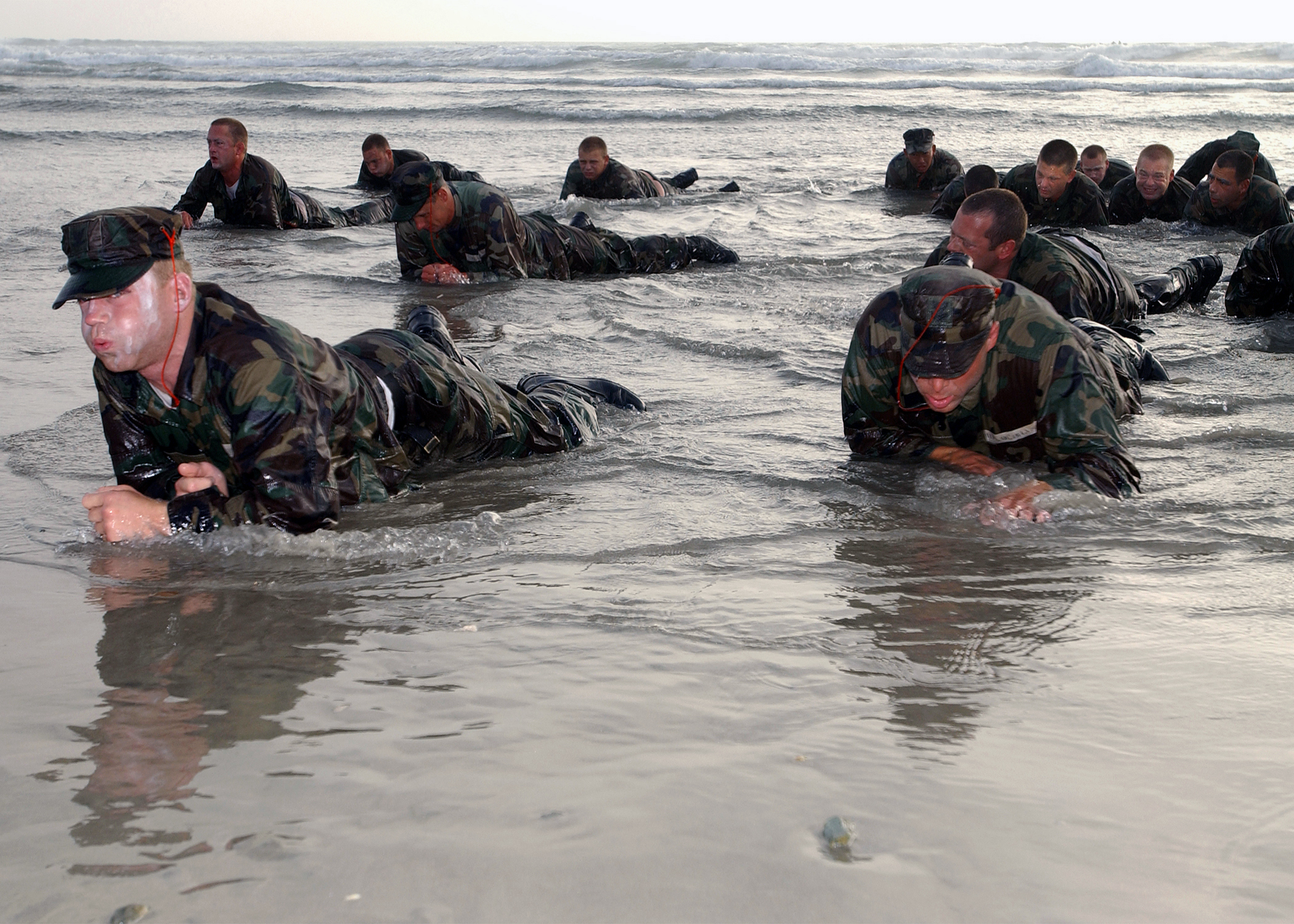
SEAL à plat ventre dans l'eau sur la plage de la NAB Coronado
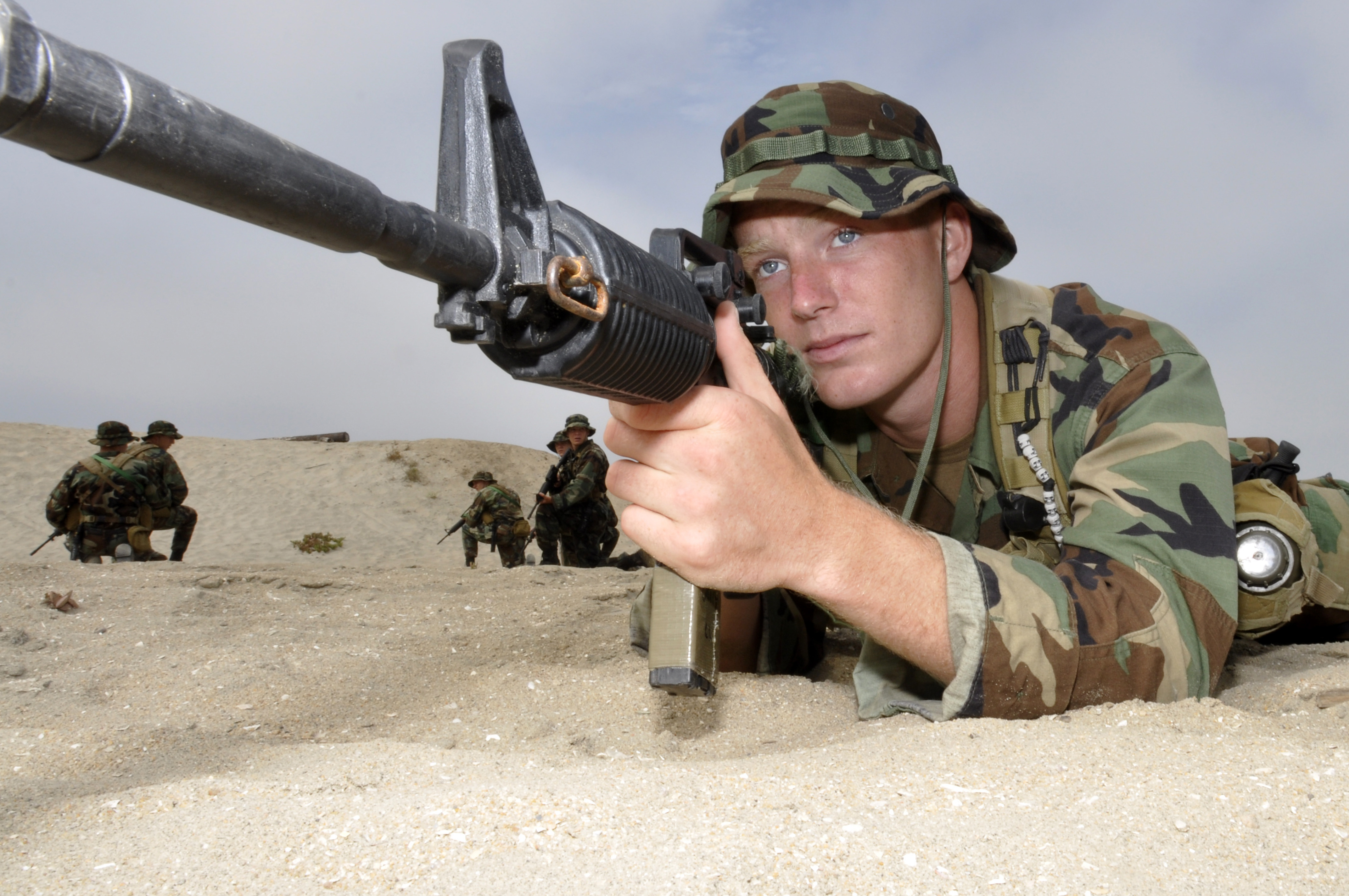
Stagiaire SEAL en exercice de patrouille au sein de la NAB Coronado